# 3341 Hartmann
3341 Hartmann (1980 OD) là một tiểu hành tinh vành đai chính được phát hiện ngày 17 tháng 7 năm 1980 bởi Ted Bowell ở Flagstaff (AM).